# Xanthorhoe tianschanica
Xanthorhoe tianschanica är en fjärilsart som beskrevs av Alphéraky 1883. Xanthorhoe tianschanica ingår i släktet Xanthorhoe och familjen mätare. Inga underarter finns listade i Catalogue of Life.